# デルタ航空4819便着陸失敗事故

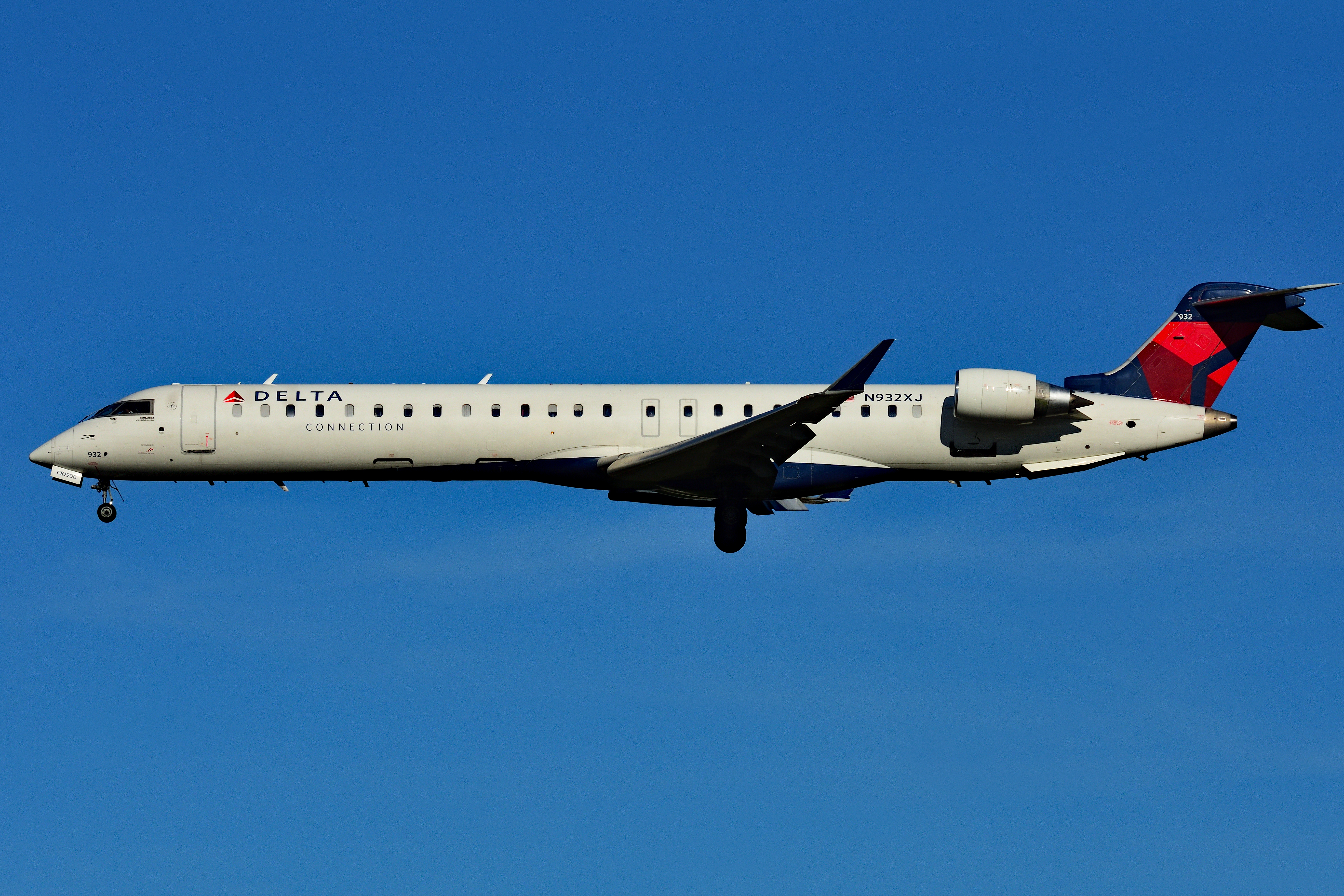
2024年10月に撮影された事故機

デルタ航空4819便着陸失敗事故(デルタこうくう4819びんついらくじこ、英語:Delta Flight 4819)は2025年2月17日にデルタ航空4819便（CRJ900LR/登録:N932XJ）がカナダのトロント・ピアソン国際空港の着陸に失敗した航空事故である。

## 機体
事故機のN932XJは2008年に製造された機体でゼネラル・エレクトリック社製CF34-8C5エンジンを搭載していた。

## 事故の経緯
子会社のエンデバー航空が運航していた事故機は、午後2時13分（UTC）にトロント・ピアソン国際空港の滑走路23に着陸しようとして失敗し横転炎上した。

## 被害
この事故で乗員乗客21人が負傷したが、死者は出なかった。